# Ptilocichla mindanensis
La ratina de Mindanao (Ptilocichla mindanensis) es una especie de ave paseriforme de la familia Pellorneidae endémica del sur del archipiélago de Filipinas.

## Distribución y hábitat
Es un habitante endémico del sur y sureste de Filipinas, distribuido por Mindanao y las Bisayas orientales y centrales. Sus hábitats naturales son los bosques húmedos tropicales tanto bajos como montanos.

## Subespecies
Se reconocen las siguientes:
- P. m. minuta Bourns & Worcester, 1894 - Leyte y Samar
- P. m. fortichi Rand & Rabor, 1957 - Bohol
- P. m. mindanensis (Blasius, W, 1890) - Mindanao
- P. m. basilanica Steere, 1890 - Basilan